# Espúrio Postúmio Albo Regilense (tribuno consular em 432 a.C.)
Espúrio Postúmio Albo Regilense (em latim: Spurius Postumius Albinus Regillensis) foi um político da gente Postúmia nos primeiros anos da República Romana eleito tribuno consular em 432 a.C. com Lúcio Pinário Mamercino e Lúcio Fúrio Medulino, os três patrício romano, como no ano anterior.

## Tribuno consular
Durante seu mandato, enquanto Roma enfrentava uma epidemia e a fome decorrente, a plebe se enfurece com o fato de os três membros da magistratura máxima de Roma eram três patrícios. Lívio comenta ainda tensões com os vizinhos etruscos, volscos e équos.